# Ratková
Ratková (deutsch Ratko oder Radkau, ungarisch Rátko, später Ratkó) ist eine Gemeinde in der Mittelslowakei südlich von Revúca.

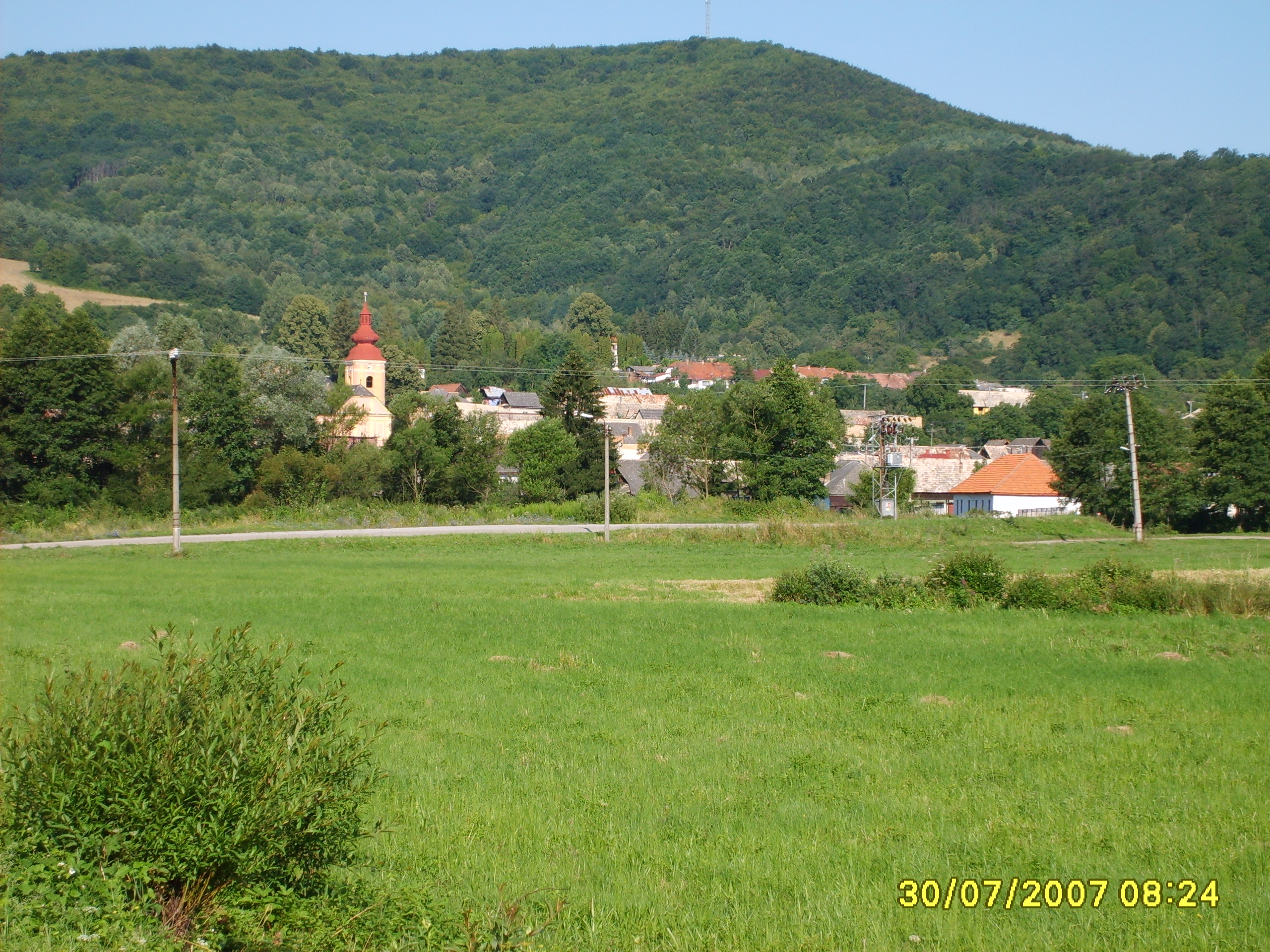

Die Gemeinde liegt in den südöstlichen Ausläufern des Slowakischen Erzgebirges (im Teilgebirge Revúcka vrchovina) im Tal des Flusses Turiec und besteht aus dem Hauptort Ratková sowie dem östlich gelegenen und 1963 eingemeindeten Ort Repištia (deutsch Ripsdorf).
Der Ort wurde 1413 zum ersten Mal schriftlich als Rathko erwähnt und entwickelte sich im Laufe der Jahrhunderte zu einer bedeutenden Markt- und Handwerksgemeinde. In der zweiten Hälfte des 19. Jahrhunderts wurde er sogar Sitz einer Kreisverwaltung, verlor diesen Status aber mit der Gründung der Tschechoslowakei 1919.
Die berühmte Vergangenheit spiegelt sich heute in der Anlage des Hauptplatzes, der ehemaligen evangelischen Schule aus dem Jahre 1818, dem ehemaligen Rathaus, der spätgotischen evangelischen Kirche aus dem 16. Jahrhundert und im Glockenturm aus dem 18. Jahrhundert wider.

## Bevölkerung
| Jahr                | 1994 | 2004    | 2014    | 2024     |
| ------------------- | ---- | ------- | ------- | -------- |
| Anzahl der Personen | 525  | 562     | 583     | 650      |
| Unterschied         |      | +7,04 % | +3,73 % | +11,49 % |

| Jahr                | 2023 | 2024    |
| ------------------- | ---- | ------- |
| Anzahl der Personen | 648  | 650     |
| Unterschied         |      | +0,30 % |

## Söhne und Töchter der Gemeinde
- Izabela Textorisová (1866–1949), slowakische Botanikerin
- Boris Farkaš (* 1954), slowakischer Film- und Bühnenschauspieler